# Казаков Георгій Миколайович
Гео́ргій Микола́йович Казако́в (17 січня 1914, Харків — 1997) — український домрист. Заслужений діяч мистецтв України (з 16 вересня 1993 — за великий особистий внесок у розвиток української національної культури і підготовку музичних кадрів).

## Біографія
Почав вивчати гру на домрі в Харківському музично-драматичному Інституті у Леоніда Гайдамаки. Потім з 1939 р. в Київській консерваторії під керівництвом М. Геліса, де став викладачем. З 1946 в Львівській консерваторії. З 1994 — професор домри в Львівській консерваторії. Репресований з 1949 по 1955.